# أيام الرعب والحب (مسلسل)
أيام الرعب والحب، مسلسل مصري صدر سنة 2008، من إخراج عمرو عابدين وبطولة سوسن بدر واياد نصار

## ملخص القصة
مجموعتين من الشباب تتراوح أعمارهم بين 18 و30 عامًا وهى الشريحة التي تمثل ثلثي المجتمع المصري، وتبرز من خلال الأحداث حالة الاغتراب التي يعيشها هؤلاء الشباب سواء داخل المجتمع أو خارجه ورغبة معظمهم في الهجرة سواء من الطبقات الفقيرة أو الأثرياء.

## طاقم العمل
سوسن بدر
إياد نصار
محمود عبد الغفار
جمال إسماعيل
ميرنا المهندس
عهدي صادق